# Vézelay (kaas)
De vézelay is een Franse kaas uit de Bourgogne, de kaas is vernoemd naar de plaats Vézelay waar zij van origine vandaan komt.
De vézelay is een geitenkaas, die uitsluitend op traditionele wijze op de boerderijen gemaakt wordt. De rijpingstijd van de kaas is 7 dagen, in die tijd ontwikkelt de kaas een witte laag met een licht blauwige schijn op de buitenkant. De kaas rijpt in elk geval een deel van de tijd in de buitenlucht, in de schaduw.